# مراد دلهوم
مراد دلهوم لاعب كرة قدم جزائري لعب سابقا لنادي النصر السعودي ، وقد انتقل من نادي وفاق سطيف في مركز وسط ميدان دفاعي. هوو لاعب انضم للوفاق منذ سنة 2004 بعدما ترعرع في صفوفه. وقد توج بعدة ألقاب أهمها كأس العرب 2007 و2008. بغض النظر عن بطولات الدوري والكاس الجزائريتين. اللذين حققهما في أكثر من مناسبة. سجل مع الوفاق أزيد من 50 هدف.

## مع المنتخب الجزائري
شارك مع المنتخب الجزائري في البطولة الأفريقية وحمل الرقم17 وذلك بعد أن تمكن من التوصل إلى اتفاق مع المنتخب الوطني.